# Берсель (замок)
Берсель (фр. Château de Beersel) — позднесредневековый замок, расположенный в селении Берсель, к югу от Брюсселя, в провинции Брабант, Бельгия. Возведён в самом начале XIV века, между 1300 и 1310 годами. Замок являлся частью линии оборонительных крепостей, окружающих Брюссель. Наряду с такими сооружениями как Буйон, Корруа, Гравенстен, Хорст, Лаво-Сент-Анн и Вев является одним из самых хорошо сохранившихся старинных замков Бельгии. По своему типу данная крепость относиться к замкам на воде.

## История

### Ранний период
Замок строился для защиты границ герцогства Брабантского c юга, от вторжений со стороны графства Эно. Строительство велось в самом начале XIV века по инициативе герцога Жана II Брабантского. Это была типичная для равнинных регионов крепость на искусственном острове. Владельцами замка Берсель были различные дворянские семьи Брабанта. Первым известным хозяином крепости считается Годфройд де Хеллебеке, сенешаль Брабанта. Он непосредственно и занимался возведением сильной крепости между 1300 и 1310 годами. 
В 1356 году во время войны за Брабантское наследство замок осаждён войсками графа Фландрии Людовика де Мале. Однако разрушенные стены и башни были быстро восстановлены. С конца XIV века замок находился в руках семьи Виттемов. 
В конце XV века века Генрих III Виттемский решил поддержать императора Священной Римской империи Максимилиана I Австрийского, который вступил в конфликт с городами Бургундских Нидерландов. Это вызвало гнев жителей расположенного недалеко к северу Брюсселя. В итоге горожане собрали войско и в 1488 году осадили крепость. Через год повстанцы смогли пробить в стене брешь и ворвались внутрь. Этому очень поспособствовала артиллерия, предоставленная королём Франции Людовиком XI. Некоторое время Берсель находился под полным контролем мятежников. Однако когда восстание было окончательно подавлено, Максимилиан Австрийский заставил жителей Брюсселя выплатить компенсацию Генриху III Виттемcкомуу. На эти средства в 1491  году началось восстановление и расширение крепости. Работы растянулись почти на два десятка лет и завершились только в 1508 году.

### После XVI века

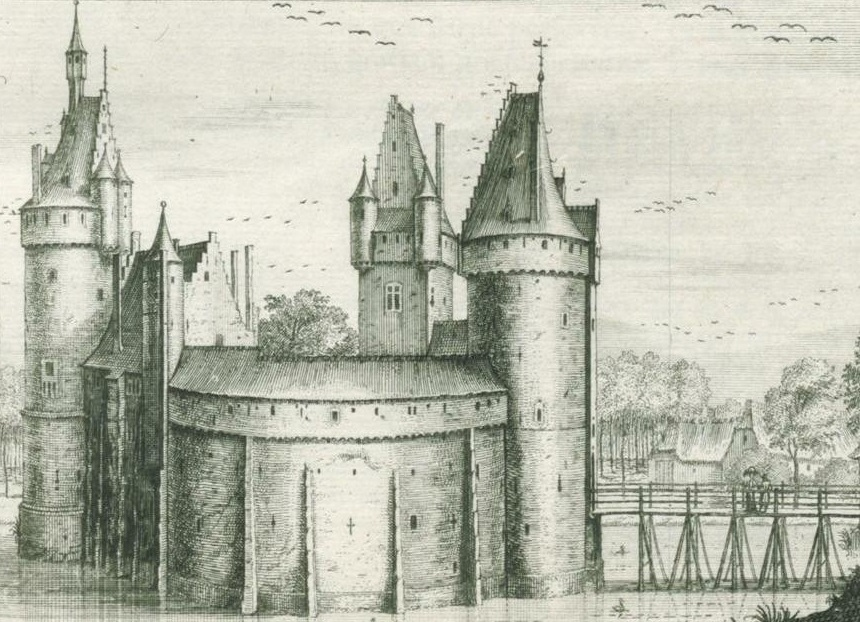
Замок на гравюре 1696 года

Семья Виттемов владела Берселем до конца XVI века. После угасания рода, замок перешёл во владение семьи д'Аренберг. Однако новые собственники в крепости бывали редко, а стены и башни не ремонтировали. Замок обветшал и пришёл в запустение. 

### XIX век

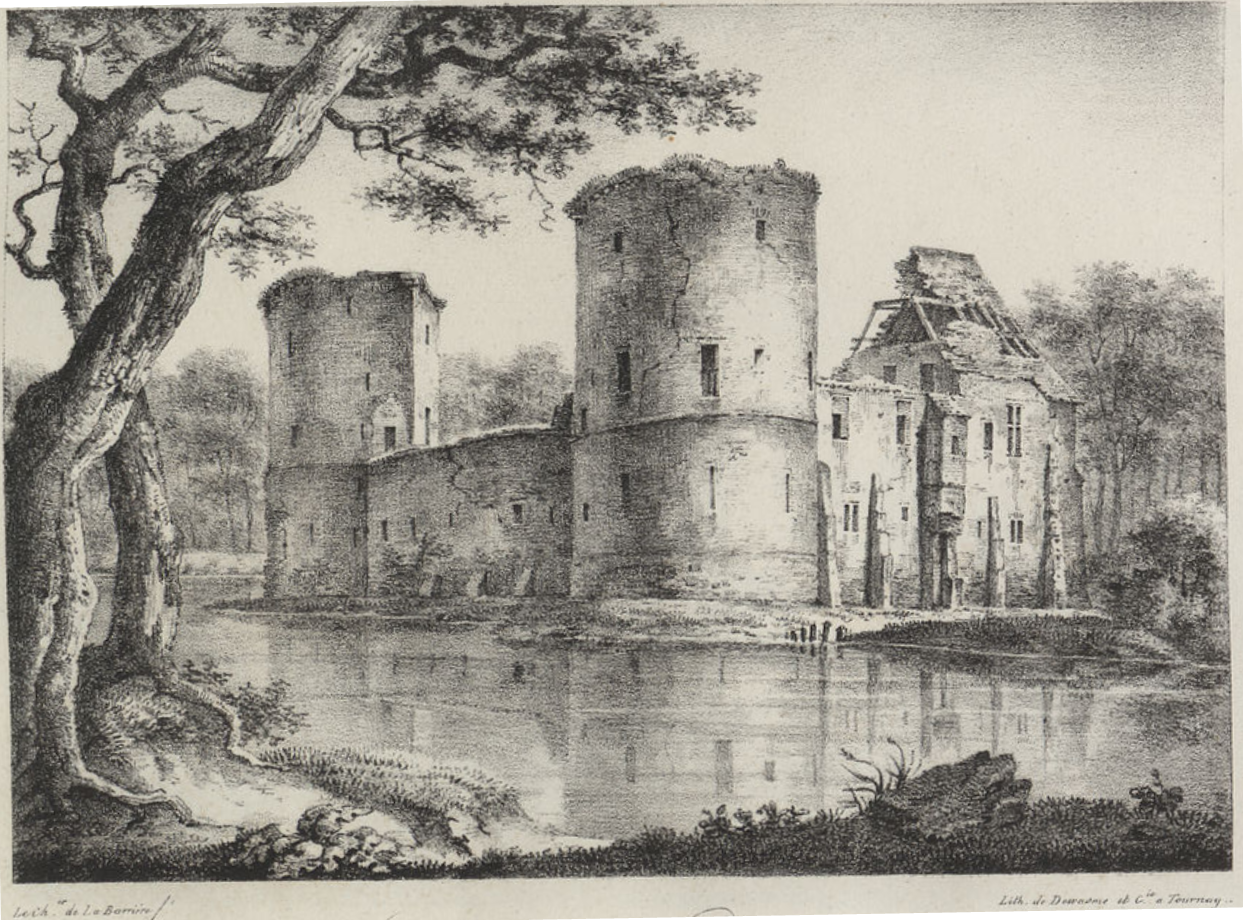
Руины замка на рисунке 1823 года

В 1818 году дошло до того, что некогда величественную резиденцию сдали в аренду хлопчатобумажной фабрике. Виктор Гюго, увидевший во что превратился замок, написал о нём печальное стихотворение.
В 1849 году Мария д'Аренберг, наследница старинного рода, вышла замуж за Шарля де Мерода, которому в качестве приданого достался Берсель. Новый владелец провёл некоторые ремонтные работы, чтобы предотвратить полное разрушение крепости.

### XX век
В 1928 году граф Гийом Эмрикур де Грюнн и его супруга Генриетта де Грюнн, урожденная Мерод, создали общество «Лиге друзей замка Берсель», которому и доверили управление бывшей родовой резиденцией. При поддержке меценатов уже в марте 1928 года началось восстановление замка. Работы проводились основательно и затянулись на много лет. После начала Второй мировой войны реставрация была приостановлена.
В 1948 году замок стал собственностью Королевской ассоциации исторических замков и садов Бельгии.
В конце 1940-х годов Жан-Пьер Рей, тогда еще молодой актёр и менеджер водевилей, а затем Королевского паркового театра, загорелся идеей устроить спектакль непосредственно во дворе замка Берсель. При поддержке Эме Деклерка, директора Галерейного Театра, Жан-Пьер Рей создал труппу и поставил несколько пьес, написанных специально для данного места («Иоланда де Берсель», «Заключенный де Берсель» и другие), а также ряд трагедий Уильяма Шекспира («Гамлет», «Ромео и Джульетта» и пр.). Представления пользовались у жителей Брюсселя огромной популярностью. 
В 1999 году Королевская ассоциация исторических замков и садов Бельгии подписала договор аренды с муниципалитетом Берселя. С той поры замок перешёл под контроль местных властей. 

### XXI век
В 2007 году в замке начались масштабные восстановительные работы. Берсель реставрировали так, чтобы он максимально соответствовал своему облику в XIV веке. К 2020 году основой объём работ был выполнен.

## Описание
Замок имеет в основании форму овала и окружён широким рвом, который заполнялся водой. Стены и башни возводились из редкого для того времени строительного материала ― кирпича. Только фундамент, углы стен, оконные проёмы и бойницы выполнены из ледийского песчаника и экауссинского камня. В верхней части стены имеют крытые галереи.
Кольцевые стены усилены тремя высокими башнями (ранее их было четыре). Доступ во внутренний двор ранее был возможен только по подъёмному мосту через ворота северной башни. Некоторое в замок попадали, преодолевая ров через стационарную деревянную конструкцию. Но в ходе реставрации был восстановлен подъёмным мостом. Все его механизмы находятся в рабочем состоянии. В крепости никогда не было донжона. Интересно, что все три башни по форме полукруглые и сверху имеют конические крыши. С внутренней стороны замка башни имеют фасады старинных жилых домов. В верхней части эти фасады венчает ступенчатый щипец. Ранее в башнях располагались покои владельцев, склады, хозяйственные помещения, арсеналы и казармы гарнизона. 

## Современное использование
Замок открыт для посещения. Внутри регулярно проводятся культурные мероприятия: фестивали, исторические реконструкции и праздники. В башнях устраиваются выставки и имеется экспозиция, посвящённая истории замка.  

## В массовой культуре
- Одна из книг комиксов Вилли Вандерстина из серии «Боб и Бобетт[фр.]» называется «Сокровище Берселя». Сюжет в основном разворачивается в замке.
- В замке в 1969 году снимались эпизоды мини-сериала Les Galapiats[фр.] режиссёра Пьера Гаспар-Хьюита[фр.].
- В компьютерной игре Age of Empires II: Definitive Edition замки Бургундской цивилизации дизайнеры создавали, опираясь на изображения Берселя.

## Галерея

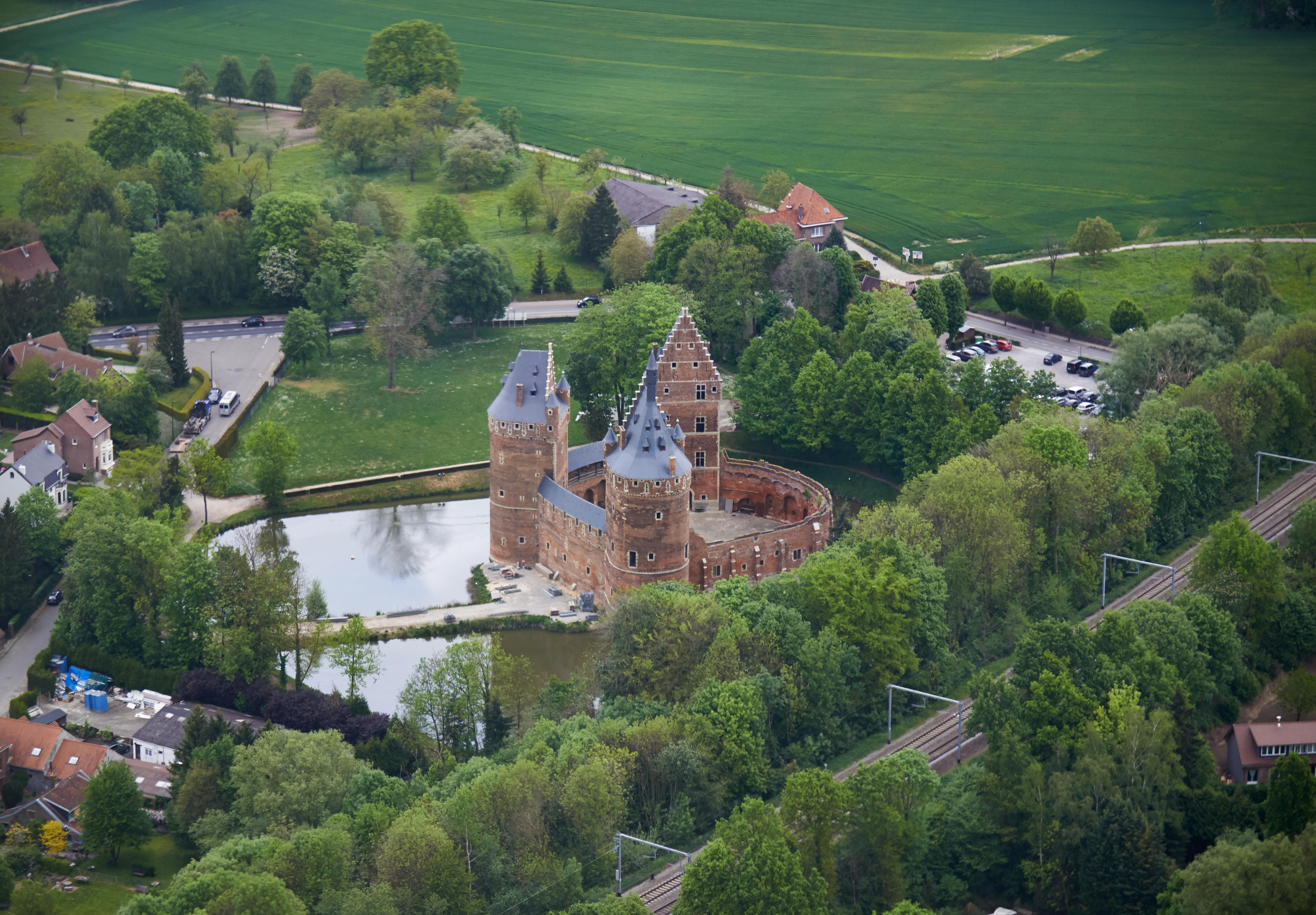
Вид замка с высоты птичьего полёта
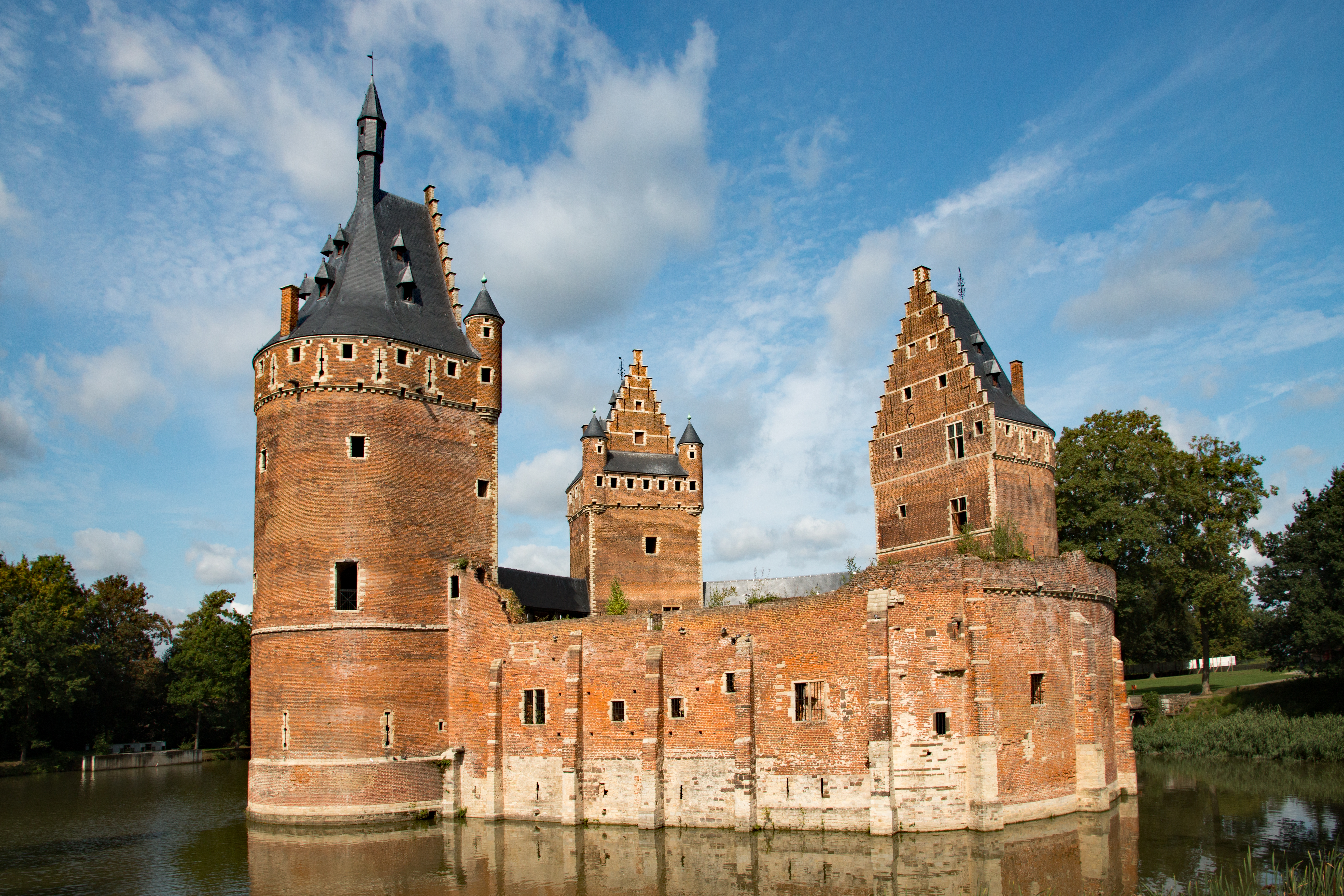
Замок с юго-восточной стороны
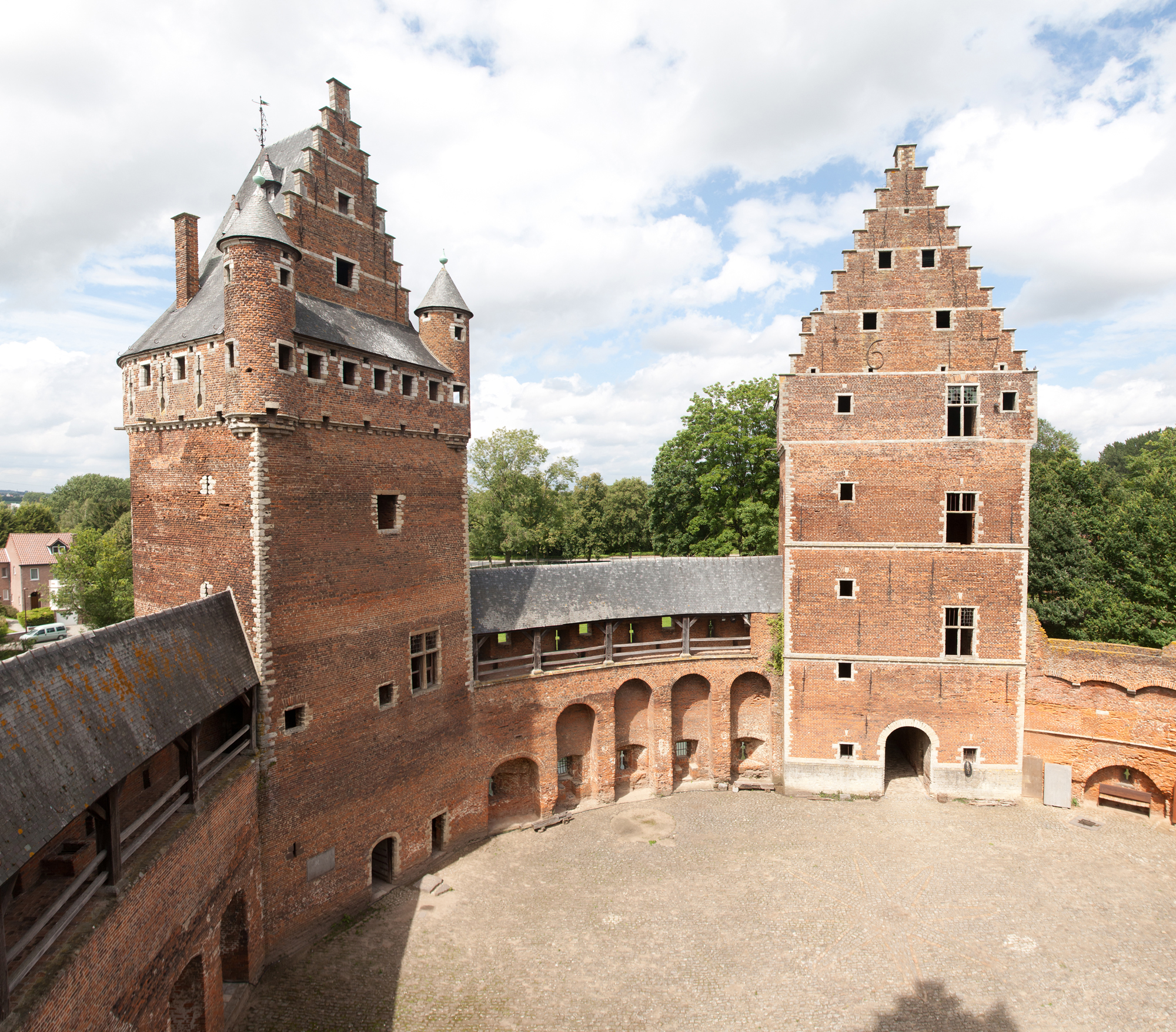
Внутренний двор замка
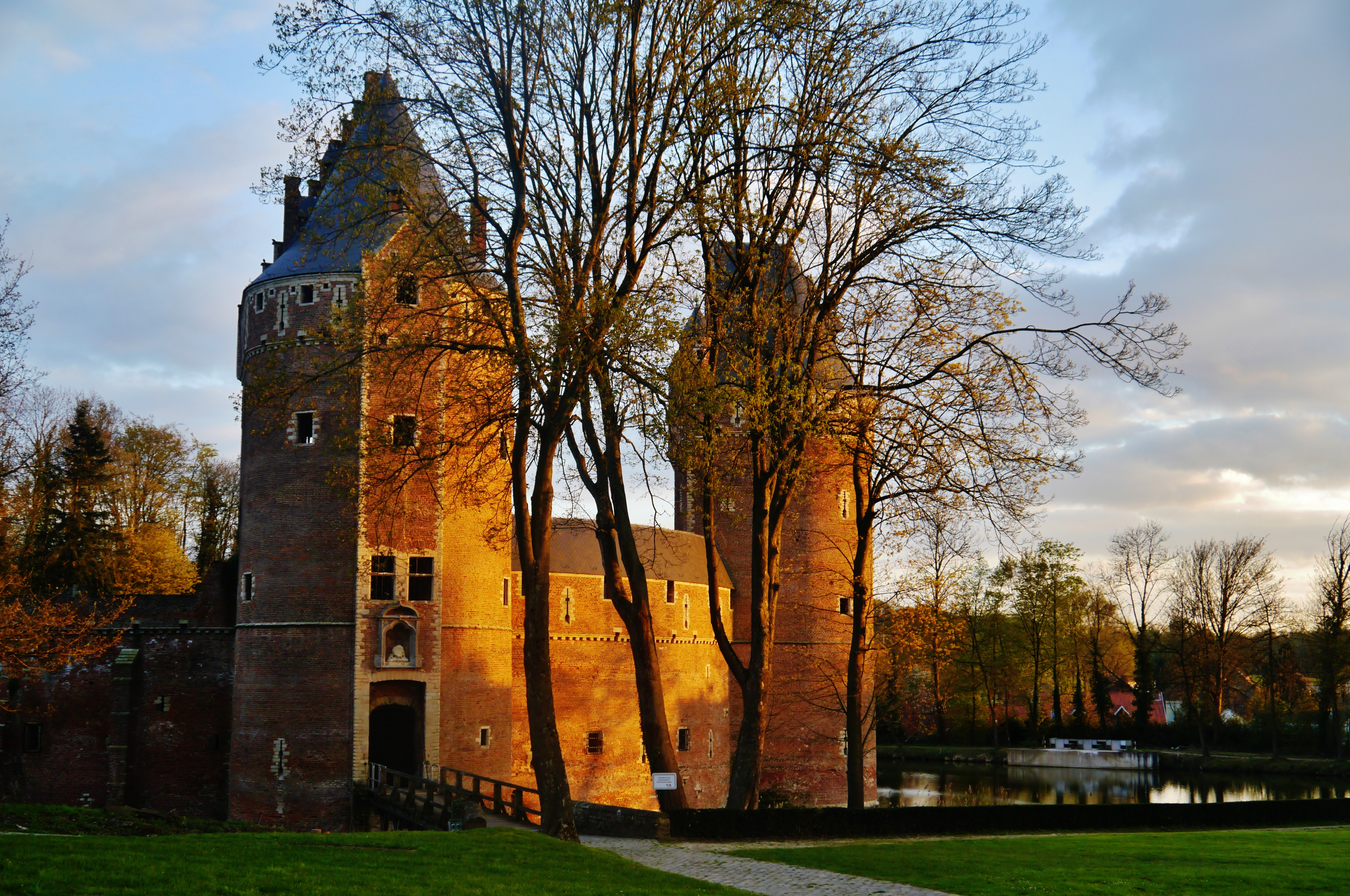
Ворота, ведущие в замок
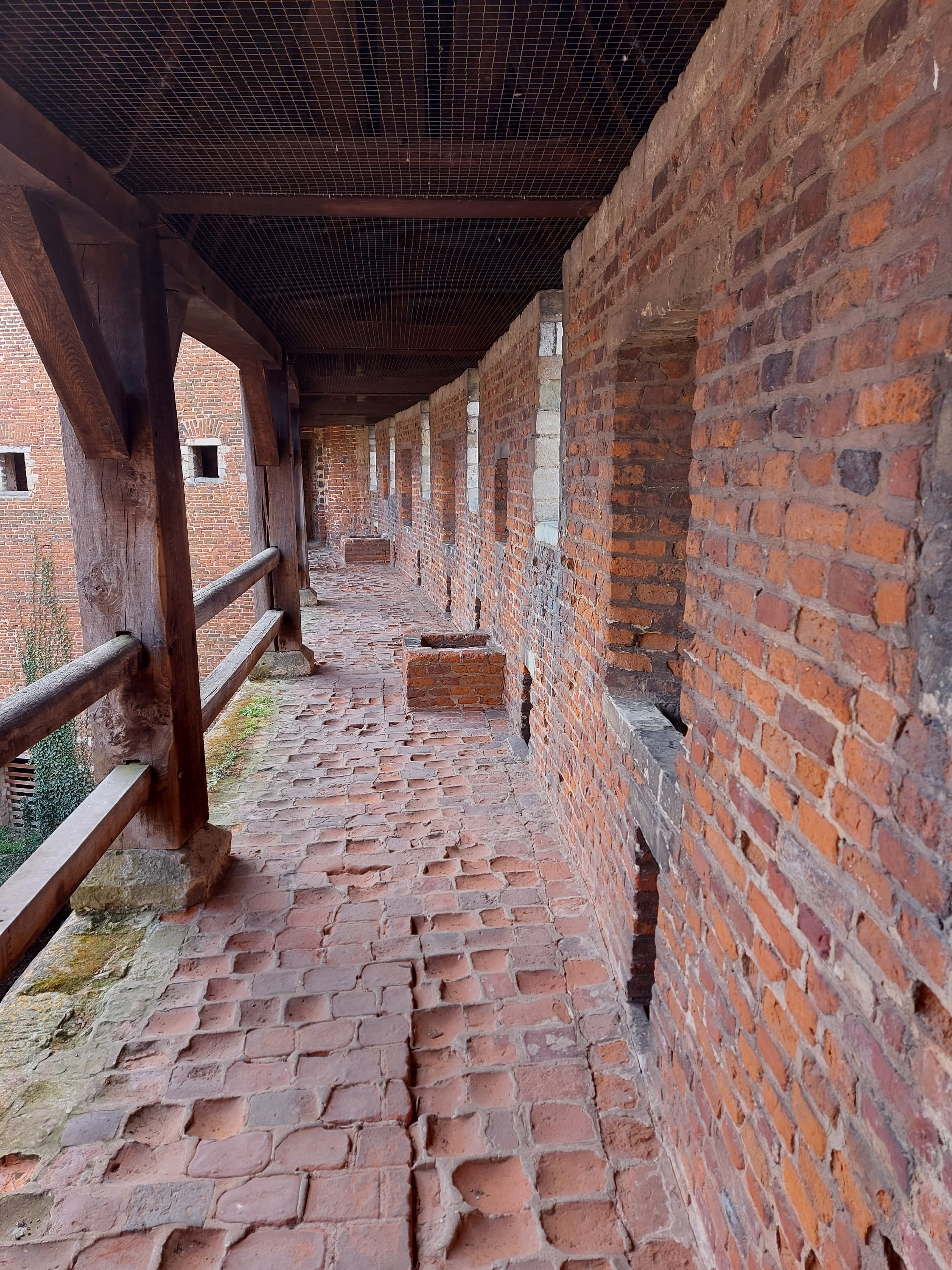
Галереи в верхней части кольцевой стены